# Sic semper tyrannis
Sic semper tyrannis er latin og betyder "således altid for tyranner". Det blev foreslået af George Manson ved Virginia Konventionen i 1776 og henviste til Marcus Junius Brutus' udtalelse ved mordet på Julius Cæsar. Udtrykket bliver undertiden fejltolket som "død over tyranner". 

## Motto
Det er den amerikanske stat Virginias motto. På Virginias våbenskjold står "Virtue" (Dyden) med sværd i hånd og med foden på tyrannens brystkasse, hvis krone ligger på jorden. Våbenskjoldet var udformet af George Wythe, som underskrev den amerikanske uafhængighedserklæring og underviste Thomas Jefferson i lovgivning. 
Sætningen er også Allentowns, Pennsylvanias tredjestørste bys, motto. Den nævnes også i Marylands "nationalsang". 

## Moderne brug
Ifølge øjenvidner og John Wilkes Booths dagbog skulle han have råbt ordene på scenen i Ford's Theatre, hvor han skød den amerikanske præsident Abraham Lincoln i 1865. "Tilfældigvis" hed både John Wilkes Booths far og bror Junius Brutus. 
Timothy McVeigh, som blev dømt for at have placeret en bombe ved en regeringsbygning i Oklahoma City, bar en T-shirt med sætningen og med et billede af Lincoln, da han blev arresteret d. 19. april 1995 på den dag, bomben var sprængt.